# Союз ТМА-11
«Союз ТМА-11» — российский транспортный пилотируемый космический корабль, на котором осуществлён тридцать девятый пилотируемый полёт к Международной космической станции. Первый состав экипажа шестнадцатой долговременной экспедиции к МКС. Тринадцатая экспедиция посещения МКС — ЭП-13. Первый космонавт Кореи. Первый космонавт Малайзии.

## Экипажи
Для Юрия Маленченко и Пегги Уитсон это вторая долговременная экспедиция на МКС. С апреля по октябрь 2003 года Маленченко был командиром экспедиции МКС-7, а Уитсон была в составе экспедиции МКС-5 с июня по декабрь 2002 года.

### Экипаж старта
- (Роскосмос) Юрий Маленченко (4)[4] — командир корабля;
- (НАСА) Пегги Уитсон (2) — бортинженер;
- (Роскосмос) Шейх Музафар Шукор (1) — участник космического полёта;

### Дублирующий экипаж
- (Роскосмос) Салижан Шарипов — командир корабля;
- (НАСА) Майкл Финк — бортинженер;
- (Роскосмос) Фаиз Халид — участник космического полёта;

### Экипаж возвращения
- (Роскосмос) Юрий Маленченко — командир корабля;
- (НАСА) Пегги Уитсон — бортинженер;
- (KARI) Ли Со Ён (Йи Сойон) — участник экспедиции.

## Параметры полёта
Программой полёта предусматривалась стыковка корабля «Союз ТМА-11» с Международной космической станцией (МКС) и замена экипажа 15-й долговременной экспедиции МКС.
19 апреля 2008 года при возвращении на Землю капсула вследствие спуска по баллистической траектории отклонилась от места посадки на 420 км, при этом приземление проходило в штатном режиме. Сообщалось, что отклонение произошло из-за того, что один из пяти пироболтов, отвечающих за разделение отсеков во время посадки, не сработал вовремя, и разделение корабля на отсеки произошло позднее.